# Popis heleniziranih košarkaša
Košarkaši koji su helenizirali svoje osobno ime i prezime radi dobivanja grčkog državljanstva.
| Br. | Ime i prezime       | Helenizirano ime i prezime |
| --- | ------------------- | -------------------------- |
| 1.  | Predrag Stojaković  | Petros Kinis               |
| 2.  | Dragan Tarlač       | (Milonas)Konstantinidis    |
| 3.  | Dušan Vukčević      | Tsalikis                   |
| 4.  | Milan Tomić         | Giannakopoulos             |
| 5.  | Milan Gurović       | Malatras                   |
| 6.  | Dušan Jelić         | Kostopoulos                |
| 7.  | Marko Jarić         | Markos Latsis              |
| 8.  | Aleksej Ledkov      | Iakovos Tsakalidis         |
| 9.  | Aleksej Savrasenko  | Alexis Amanatidis          |
| 10. | Branislav Prelević  |                            |
| 11. | Slobodan Subotić    | Lefteris Soupotits         |
| 12. | Vladimir Petrović   | Vlantimir Stergiou         |
| 13. | Radoslav Nesterovič | Radoslav Makris            |